# Tour du Sénégal
Le Tour du Sénégal est une épreuve cycliste par étapes organisée au Sénégal.
C'est une épreuve internationale qui fait partie de l'UCI Africa Tour. Dans le calendrier international, elle est classée en catégorie 2.2 et elle est traditionnellement organisée au début de l'automne,.
La première édition a eu lieu en 2000, même si plusieurs Tours du Sénégal ont été disputés pour la première fois dans les années 1970. La course a eu lieu sans interruption jusqu'en 2010. À l'exception de 2008, 2010 et 2015, elle a toujours fait partie du calendrier de l'UCI Africa Tour. La course réapparaît en 2015 et est remportée par le Marocain Zouhair Rahil.

## Palmarès
| Année     | Vainqueur            | Deuxième               | Troisième             |
| --------- | -------------------- | ---------------------- | --------------------- |
| 1970      | Madjid Hamza         | Chibane Belkacem       | Hamdi Abdallah        |
| 2000      | Sébastien Duclos     | Amadou Diop            | Abdel Kader Bâ        |
| 2001      | Christophe Lebarbier | Abdoulaye Thiam        | Jacques Castang       |
| 2002      | Andris Naudužs       | Leonardo Scarselli     | Thierry David         |
| 2003      | Leonardo Scarselli   | Abdelati Saadoune      | Cherif Merabet        |
| 2004      | Mariano Giallorenzo  | Philippe Schnyder      | Stéphane Botherel     |
| 2005      | Alexandre Lecocq     | David Jungles          | Pascal Bouba          |
| 2006      | Łukasz Podolski      | Erwann Lollierou       | Frédéric Geminiani    |
| 2007      | Adil Jelloul         | Abdelati Saadoune      | Anthony Rigault       |
| 2008      | Joeri Calleeuw       | Faysal Shaban Alsharaa | Ivan Viglaský         |
| 2009      | Stéphane Roger       | Ahmed Hafiz            | Amr Mahmoud           |
| 2010      | Massamba Diouf       | Stéphane Roger         |                       |
| 2011-2014 | Non-disputé          | Non-disputé            | Non-disputé           |
| 2015      | Zouhair Rahil        | Patrick Kos            | Steve Houanard        |
| 2016      | Abdellah Ben Youcef  | Abderrahmane Hamza     | Abderrahmane Mansouri |
| 2017      | Islam Mansouri       | Médéric Clain          | Lucas Carstensen      |
| 2018      | Dan Craven           | Abderrahmane Hamza     | Rick Nobel            |
| 2019      | Didier Munyaneza     | Hermann Keller         | Marek Čanecký         |

## Victoires par pays
| Victoires | Pays                                             |
| --------- | ------------------------------------------------ |
| 3         | France Algérie                                   |
| 2         | Italie Maroc                                     |
| 1         | Belgique Lettonie Pologne Sénégal Namibie Rwanda |